# Peel Trident

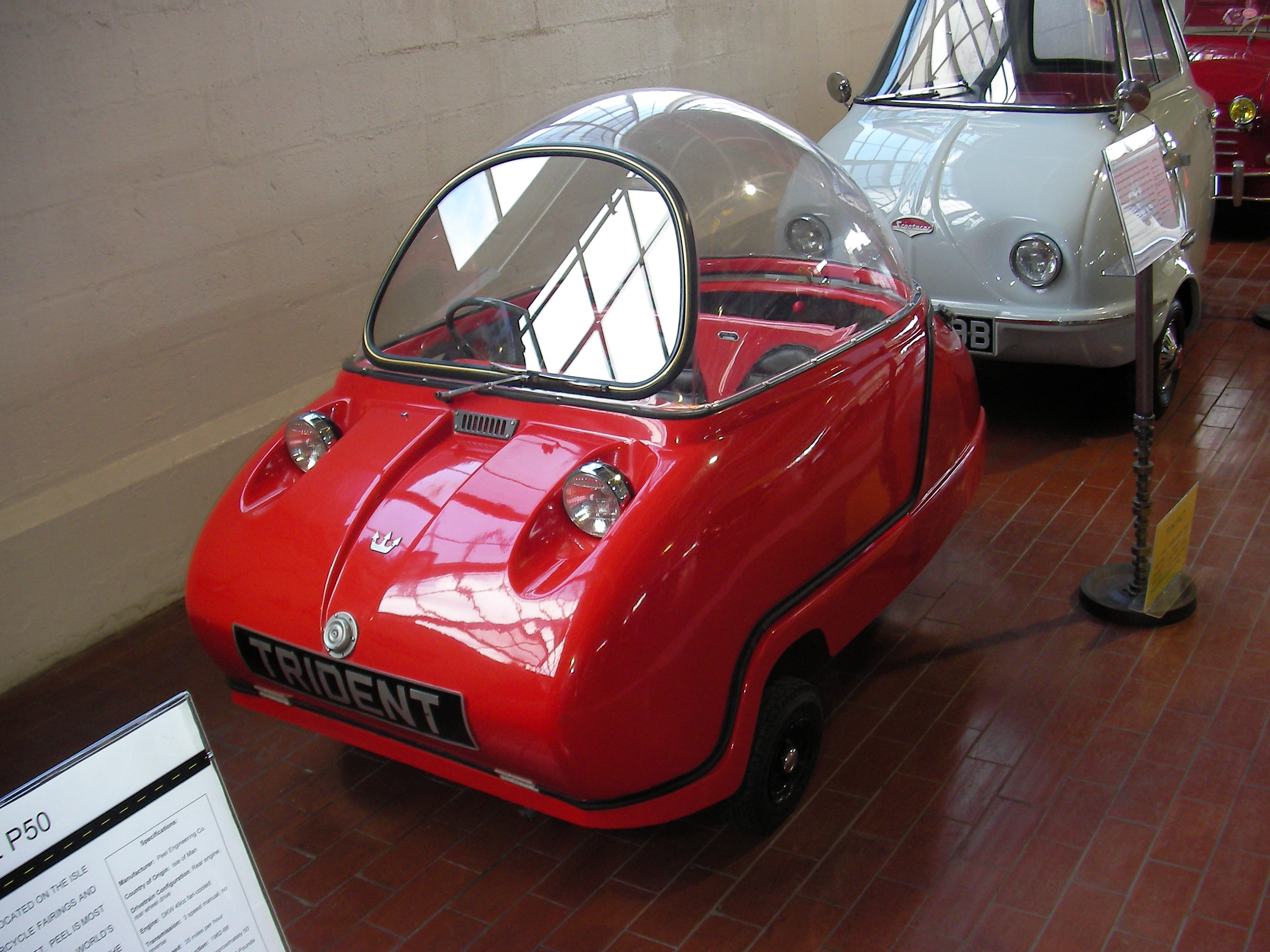

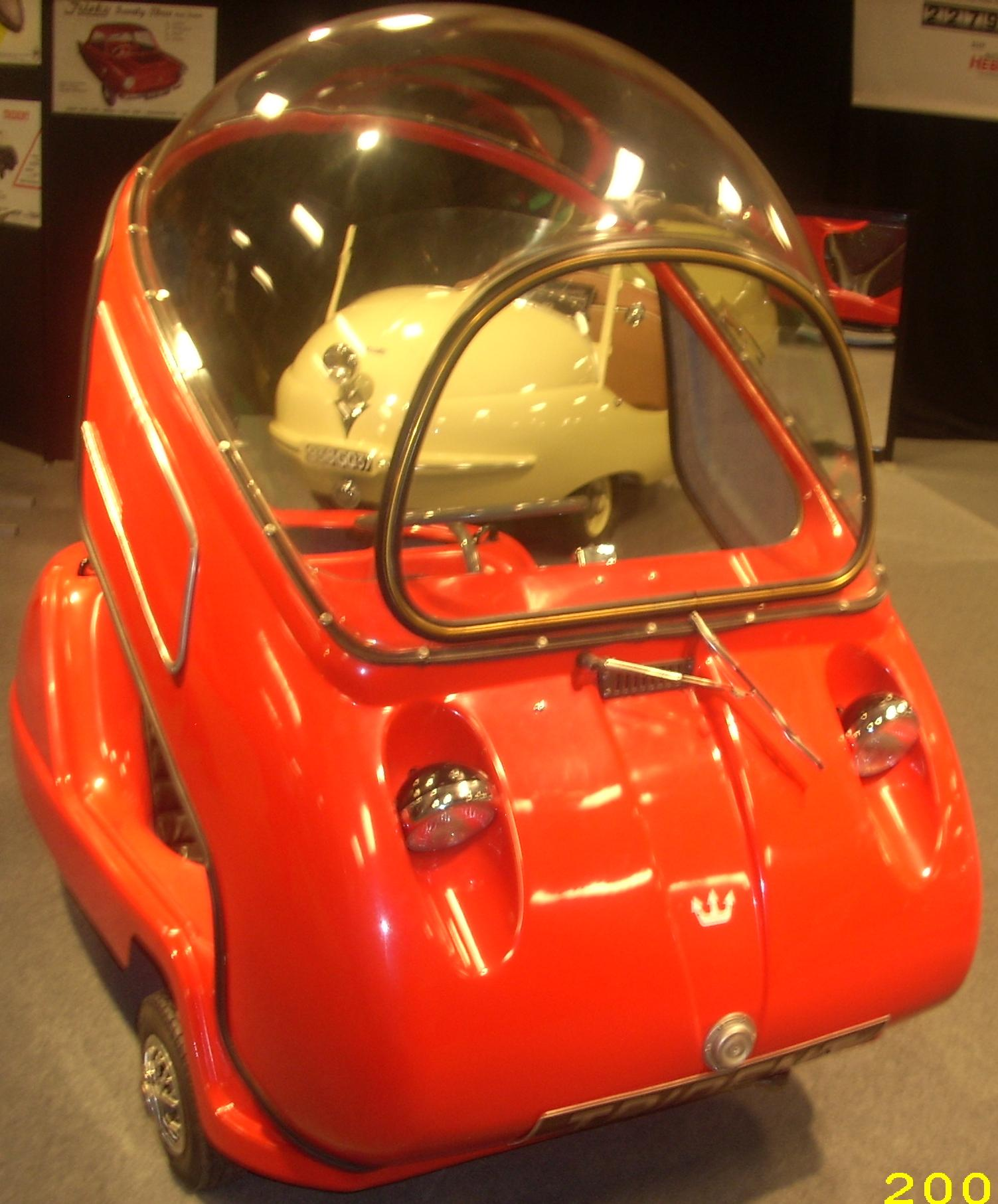
Trident, con su escudo frontal, mostrando como se abre la para permitir entrar de distinta forma a como se hacía en el P50, que tenía una puerta lateral

El Peel Trident fue el segundo microcoche de tres ruedas fabricado por la empresa de ingeniería Peel en la Isla de Man. 
Este coche es uno de los más pequeños en el mundo.

## Historia
Fue presentado en 1964 en el British Motorcycle Show held en Earls Court. Se fabricó durante los años 1965 y 1966. Se le ha descrito como un platillo volador terrestre. Al igual que su predecesor, el Peel P50, fue comercializado como un coche de compras o un Scooter Saloon.
En 2011, Peel Engineering Ltd comenzó a fabricar de nuevo el Peel Trident en Sutton-in-Ashfield, cerca de Nottingham, Inglaterra. Todos los vehículos son fabricados a mano bajo pedido con motores de gasolina o eléctricos a elegir.

## Descripción y especificaciones

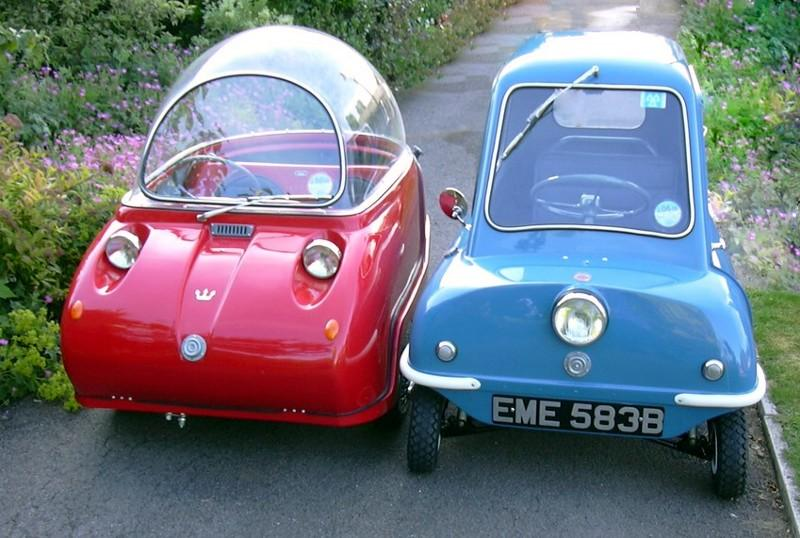
Una réplica del Peel Trident junto a un Peel P50 original.

El coche mide 1.829 mm de largo, 1.067 mm de ancho y pesa 90 kg. Al igual que el P50, utiliza un motor DKW de 49 c.c. y caja de cambios de tres velocidades sin marcha atrás. Comparte la misma estructura que su predecesor pero no posee puertas y tiene una estructura monocasco de fibra de vidrio, coronada con una cúpula transparente, abatible hacia delante para facilitar el acceso a un único asiento diseñado para dos personas. Con tres ruedas sin amortiguación, de las cuales la trasera es la que proporciona la tracción. Alcanza una velocidad máxima de 61 km/h (38 mph). Se anunciaba que el Trident tenía un consumo de 2,8 l/100 km, casi más barato que andar. El precio al por menor original fue de 190£..
Las últimas unidades del Trident utilizaron un motor de 98 cc y la caja de cambios automática de la moto Triumph Tina .

## Apariciones
El Trident hizo una aparición tardía transatlántica en medios de comunicación en la serie de televisión estadounidense Monster Garage, cuando un equipo de ingenieros y fabricantes trataron de adaptar el motor de alto rendimiento de la superbike Suzuki Hayabusa en la carrocería de un Trident, montado sobre una estructura convencional de karts. El proyecto fue un fracaso, y el coche a medio terminar fue destruido por el presentador del programa, Jesse James, con un disparo de un rifle de francotirador calibre 50.
Este coche era en realidad una réplica construida por Andy Carter en Nottingham, Reino Unido. También hizo una breve aparición en el programa de la BBC Top Gear, donde el copresentador James May describe al Peel Trident como algo sacado de Los Supersónicos, y junto a su hermano, el Peel P50, como su perfecto garaje para dos vehículos. El Trident apareció en el foso de los negocios en el programa Dragons de la BBC en agosto de 2010. El Trident hizo otra aparición, impulsada por Rutledge Wood, en el segundo episodio de la tercera temporada de Top Gear de EE. UU.

## Comentarios
El Trident, junto con su coche hermano el P50, han estado en muchas de las listas de los más raros coches del mundo.